# فهرست وابسته‌های دیپلماتیک گواتمالا

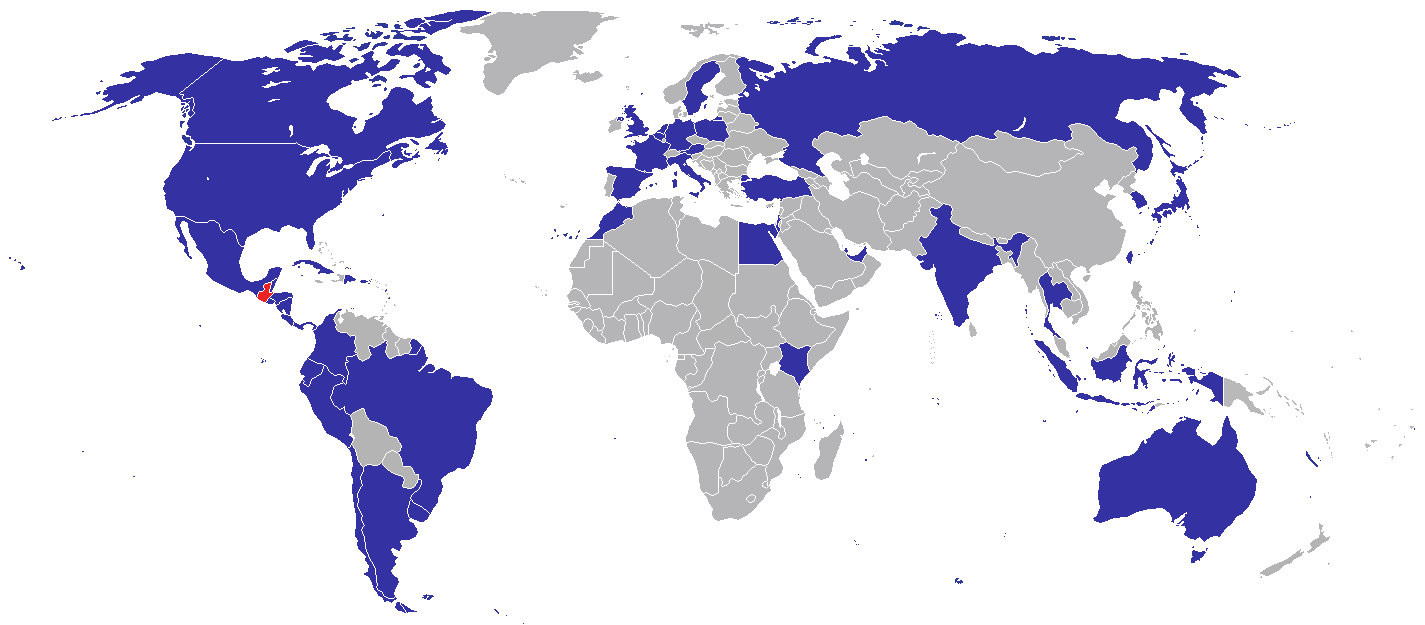
نقشهٔ وابسته‌های دیپلماتیک گواتمالا

این مقاله دربرگیرندهٔ فهرست وابسته‌های دیپلماتیک گواتمالا است که کنسولگری‌های افتخاری را شامل نمی‌شود.

## وابسته‌های کنونی

### آفریقا
| کشور میزبان | شهر میزبان   | وابسته | آکرودیته       | ارجاع       |
| ----------- | ------------ | ------ | -------------- | ----------- |
| مصر         | قاهره        | سفارت  | کشورها: - اردن | [ ۱ ] [ ۲ ] |
| مراکش       | رباط (مراکش) | سفارت  |                | [ ۱ ] [ ۲ ] |

### آمریکا
| کشور میزبان         | شهر میزبان              | وابسته       | آکرودیته                                       | ارجاع                      |
| ------------------- | ----------------------- | ------------ | ---------------------------------------------- | -------------------------- |
| آرژانتین            | بوئنوس آیرس             | سفارت        | کشورها: - پاراگوئه                             | [ ۱ ] [ ۳ ]                |
| بلیز                | بلیز سیتی               | سفارت        |                                                | [ ۱ ]                      |
| بلیز                | Benque Viejo del Carmen | سرکنسول‌گری   | [ ۴ ]                                          |                            |
| برزیل               | برازیلیا                | سفارت        |                                                | [ ۱ ] [ ۵ ]                |
| کانادا              | اتاوا                   | سفارت        |                                                | [ ۱ ]                      |
| کانادا              | مونترآل                 | سرکنسول‌گری   | [ ۴ ]                                          |                            |
| کانادا              | ونکوور                  | سرکنسول‌گری   | [ ۴ ]                                          |                            |
| شیلی                | سانتیاگو                | سفارت        |                                                | [ ۱ ]                      |
| کلمبیا              | بوگوتا                  | سفارت        |                                                | [ ۱ ] [ ۶ ]                |
| کاستاریکا           | San José                | سفارت        |                                                | [ ۱ ]                      |
| کوبا                | هاوانا                  | سفارت        |                                                | [ ۱ ] [ ۷ ] [ ۸ ]          |
| جمهوری دومینیکن     | سانتو دومینگو           | سفارت        | کشورها: - هائیتی                               | [ ۱ ] [ ۷ ]                |
| اکوادور             | کیتو                    | سفارت        |                                                | [ ۱ ] [ ۹ ]                |
| السالوادور          | سان سالوادور            | سفارت        |                                                | [ ۱ ] [ ۱۰ ]               |
| هندوراس             | تگوسیگالپا              | سفارت        |                                                | [ ۱ ]                      |
| هندوراس             | سن پدرو سولا            | سرکنسول‌گری   | [ ۴ ]                                          |                            |
| مکزیک               | مکزیکوسیتی              | سفارت        |                                                | [ ۱ ]                      |
| مکزیک               | مریدا، یوکاتان          | سرکنسول‌گری   | [ ۴ ]                                          |                            |
| مکزیک               | مونتری                  | سرکنسول‌گری   | [ ۴ ]                                          |                            |
| مکزیک               | اوآخاکا د خوارز         | سرکنسول‌گری   | [ ۴ ]                                          |                            |
| مکزیک               | سان لوئیس پوتوسی سیتی   | سرکنسول‌گری   | [ ۴ ]                                          |                            |
| مکزیک               | تاپاچولا                | سرکنسول‌گری   | [ ۴ ]                                          |                            |
| مکزیک               | Tenosique               | سرکنسول‌گری   | [ ۴ ]                                          |                            |
| مکزیک               | تیخوانا                 | سرکنسول‌گری   | [ ۴ ]                                          |                            |
| مکزیک               | توکسلا گوتیرس، چیاپاس   | سرکنسول‌گری   | [ ۴ ]                                          |                            |
| مکزیک               | اکایوکان                | کنسول‌گری     | [ ۴ ]                                          |                            |
| مکزیک               | Ciudad Hidalgo          | کنسول‌گری     | [ ۴ ]                                          |                            |
| مکزیک               | Comitán                 | کنسول‌گری     | [ ۴ ]                                          |                            |
| مکزیک               | Arriaga                 | آژانس کنسولی | [ ۴ ]                                          |                            |
| نیکاراگوئه          | ماناگوئه                | سفارت        |                                                | [ ۱ ] [ ۱۱ ]               |
| پاناما              | پاناماسیتی              | سفارت        |                                                | [ ۱ ] [ ۱۲ ]               |
| پرو                 | لیما                    | سفارت        | کشورها: - بولیوی                               | [ ۱ ] [ ۱۳ ]               |
| ترینیداد و توباگو   | پورت آو اسپین           | سفارت        | کشورها: - جامائیکا - سنت کیتس و نویس - سورینام | [ ۷ ] [ ۱۴ ] [ ۱۵ ] [ ۱۶ ] |
| ایالات متحده آمریکا | واشینگتن، دی.سی.        | سفارت        |                                                | [ ۱ ]                      |
| ایالات متحده آمریکا | آتلانتا                 | سرکنسول‌گری   | [ ۴ ]                                          |                            |
| ایالات متحده آمریکا | شیکاگو                  | سرکنسول‌گری   | [ ۴ ]                                          |                            |
| ایالات متحده آمریکا | کلمبوس، اوهایو          | سرکنسول‌گری   | [ ۴ ]                                          |                            |
| ایالات متحده آمریکا | دنور                    | سرکنسول‌گری   | [ ۴ ]                                          |                            |
| ایالات متحده آمریکا | هیوستون                 | سرکنسول‌گری   | [ ۴ ]                                          |                            |
| ایالات متحده آمریکا | لس آنجلس                | سرکنسول‌گری   | [ ۴ ]                                          |                            |
| ایالات متحده آمریکا | میامی                   | سرکنسول‌گری   | [ ۴ ]                                          |                            |
| ایالات متحده آمریکا | نیویورک                 | سرکنسول‌گری   | [ ۴ ]                                          |                            |
| ایالات متحده آمریکا | اکلاهما سیتی            | سرکنسول‌گری   | [ ۴ ]                                          |                            |
| ایالات متحده آمریکا | فیلادلفیا               | سرکنسول‌گری   | [ ۴ ]                                          |                            |
| ایالات متحده آمریکا | فینیکس                  | سرکنسول‌گری   | [ ۴ ]                                          |                            |
| ایالات متحده آمریکا | پراویدنس                | سرکنسول‌گری   | [ ۴ ]                                          |                            |
| ایالات متحده آمریکا | رالی، کارولینای شمالی   | سرکنسول‌گری   | [ ۴ ]                                          |                            |
| ایالات متحده آمریکا | سان فرانسیسکو           | سرکنسول‌گری   | [ ۴ ]                                          |                            |
| ایالات متحده آمریکا | سیاتل                   | سرکنسول‌گری   | [ ۴ ]                                          |                            |
| ایالات متحده آمریکا | دالاس                   | کنسول‌گری     | [ ۴ ]                                          |                            |
| ایالات متحده آمریکا | دل ریو، تگزاس           | کنسول‌گری     | [ ۴ ]                                          |                            |
| ایالات متحده آمریکا | لیک ورث، فلوریدا        | کنسول‌گری     | [ ۴ ]                                          |                            |
| ایالات متحده آمریکا | مک‌آلن                   | کنسول‌گری     | [ ۴ ]                                          |                            |
| ایالات متحده آمریکا | Riverhead               | کنسول‌گری     | [ ۴ ]                                          |                            |
| ایالات متحده آمریکا | سن برناردینو، کالیفرنیا | کنسول‌گری     | [ ۴ ]                                          |                            |
| ایالات متحده آمریکا | سیلور اسپرینگ، مریلند   | کنسول‌گری     | [ ۴ ]                                          |                            |
| ایالات متحده آمریکا | توسان، آریزونا          | کنسول‌گری     | [ ۴ ]                                          |                            |
| اروگوئه             | مونته‌ویدئو              | سفارت        |                                                | [ ۱ ]                      |

### آسیا
| کشور میزبان       | شهر میزبان | وابسته | آکرودیته                                                               | ارجاع               |
| ----------------- | ---------- | ------ | ---------------------------------------------------------------------- | ------------------- |
| هند               | دهلی نو    | سفارت  | کشورها: - نپال - سری‌لانکا                                              | [ ۱ ] [ ۱۷ ] [ ۱۸ ] |
| اندونزی           | جاکارتا    | سفارت  | کشورها: - سنگاپور سازمان‌های بین‌المللی: - اتحادیه کشورهای جنوب شرق آسیا | [ ۱ ] [ ۱۷ ] [ ۱۹ ] |
| اسرائیل           | اورشلیم    | سفارت  |                                                                        | [ ۱ ] [ ۱۷ ]        |
| ژاپن              | توکیو      | سفارت  |                                                                        | [ ۱ ] [ ۱۷ ]        |
| کره جنوبی         | سئول       | سفارت  |                                                                        | [ ۱ ] [ ۱۷ ]        |
| تایوان            | تایپه      | سفارت  |                                                                        | [ ۱ ] [ ۱۷ ]        |
| تایلند            | بانکوک     | سفارت  | کشورها: - لائوس                                                        | [ ۱ ] [ ۱۷ ] [ ۲۰ ] |
| ترکیه             | آنکارا     | سفارت  |                                                                        | [ ۱ ] [ ۲۱ ]        |
| امارات متحده عربی | ابوظبی     | سفارت  | کشورها: - بحرین - کویت - عربستان سعودی                                 | [ ۱ ] [ ۱۷ ] [ ۲۲ ] |

### اروپا
| کشور میزبان | شهر میزبان | وابسته | آکرودیته | ارجاع               |
| ----------- | ---------- | ------ | --- | ------------------- |
| اتریش       | وین        | سفارت  | کشورها: - جمهوری چک - مجارستان - رومانی - اسلواکی - اسلوونی سازمان‌های بین‌المللی: - سازمان ملل متحد - آژانس بین‌المللی انرژی اتمی - سازمان توسعه صنعتی ملل متحد | [ ۱ ] [ ۲۱ ] [ ۲۳ ] |
| بلژیک       | بروکسل     | سفارت  | کشورها: - لوکزامبورگ سازمان‌های بین‌المللی: - اتحادیه اروپا | [ ۱ ] [ ۲۱ ]        |
| فرانسه      | پاریس      | سفارت  | کشورها: - موناکو - پرتغال سازمان‌های بین‌المللی: - یونسکو | [ ۱ ] [ ۲۱ ] [ ۲۴ ] |
| آلمان       | برلین      | سفارت  | کشورها: - لهستان | [ ۱ ] [ ۲۱ ] [ ۲۵ ] |
| سریر مقدس   | رم         | سفارت  | کشورها: - یونان - مالت نهاد حاکمیتی: - جزایر مالتا | [ ۱ ] [ ۲۱ ]        |
| ایتالیا     | رم         | سفارت  | سازمان‌های بین‌المللی: - فائو - صندوق بین‌المللی توسعه کشاورزی - برنامه جهانی غذا                                                                                | [ ۱ ] [ ۲۱ ] [ ۲۶ ] |
| هلند        | لاهه       | سفارت  | | [ ۱ ] [ ۲۱ ]        |
| روسیه       | مسکو       | سفارت  | کشورها: - ارمنستان - بلاروس - قزاقستان - مولدووا | [ ۱ ] [ ۲۱ ] [ ۲۷ ] |
| اسپانیا     | مادرید     | سفارت  | کشورها: - آندورا | [ ۱ ] [ ۲۱ ]        |
| سوئد        | استکهلم    | سفارت  | کشورها: - دانمارک - استونی - فنلاند - لتونی - لیتوانی - نروژ                                                                                                  | [ ۱ ] [ ۲۱ ] [ ۲۸ ] |
| بریتانیا    | لندن       | سفارت  | کشورها: - اتیوپی - جمهوری ایرلند سازمان‌های بین‌المللی: - اتحادیه آفریقا - سازمان بین‌المللی دریانوردی - International Sugar Organization                        | [ ۱ ] [ ۲۱ ] [ ۲۹ ] |

### اقیانوسیه
| کشور میزبان | شهر میزبان | وابسته | آکرودیته           | ارجاع        |
| ----------- | ---------- | ------ | ------------------ | ------------ |
| استرالیا    | کانبرا     | سفارت  | کشورها: - نیوزیلند | [ ۱ ] [ ۳۰ ] |

### سازمان‌های چندجانبه
| سازمان                  | شهر میزبان       | کشور میزبان         | وابسته        | آکرودیته                                                 | ارجاع         |
| ----------------------- | ---------------- | ------------------- | ------------- | -------------------------------------------------------- | ------------- |
| سازمان کشورهای آمریکایی | واشینگتن، دی.سی. | ایالات متحده آمریکا | نمایندگی دائم |                                                          | [ ۳۱ ] [ ۳۲ ] |
| سازمان ملل متحد         | نیویورک          | ایالات متحده آمریکا | نمایندگی دائم |                                                          | [ ۳۱ ]        |
| سازمان ملل متحد         | ژنو              | سوئیس               | نمایندگی دائم |                                                          | [ ۳۱ ]        |
| سازمان تجارت جهانی      | ژنو              | سوئیس               | نمایندگی دائم | سازمان‌های بین‌المللی: - آنکتاد - سازمان جهانی مالکیت فکری | [ ۳۱ ] [ ۳۳ ] |

## نگارخانه

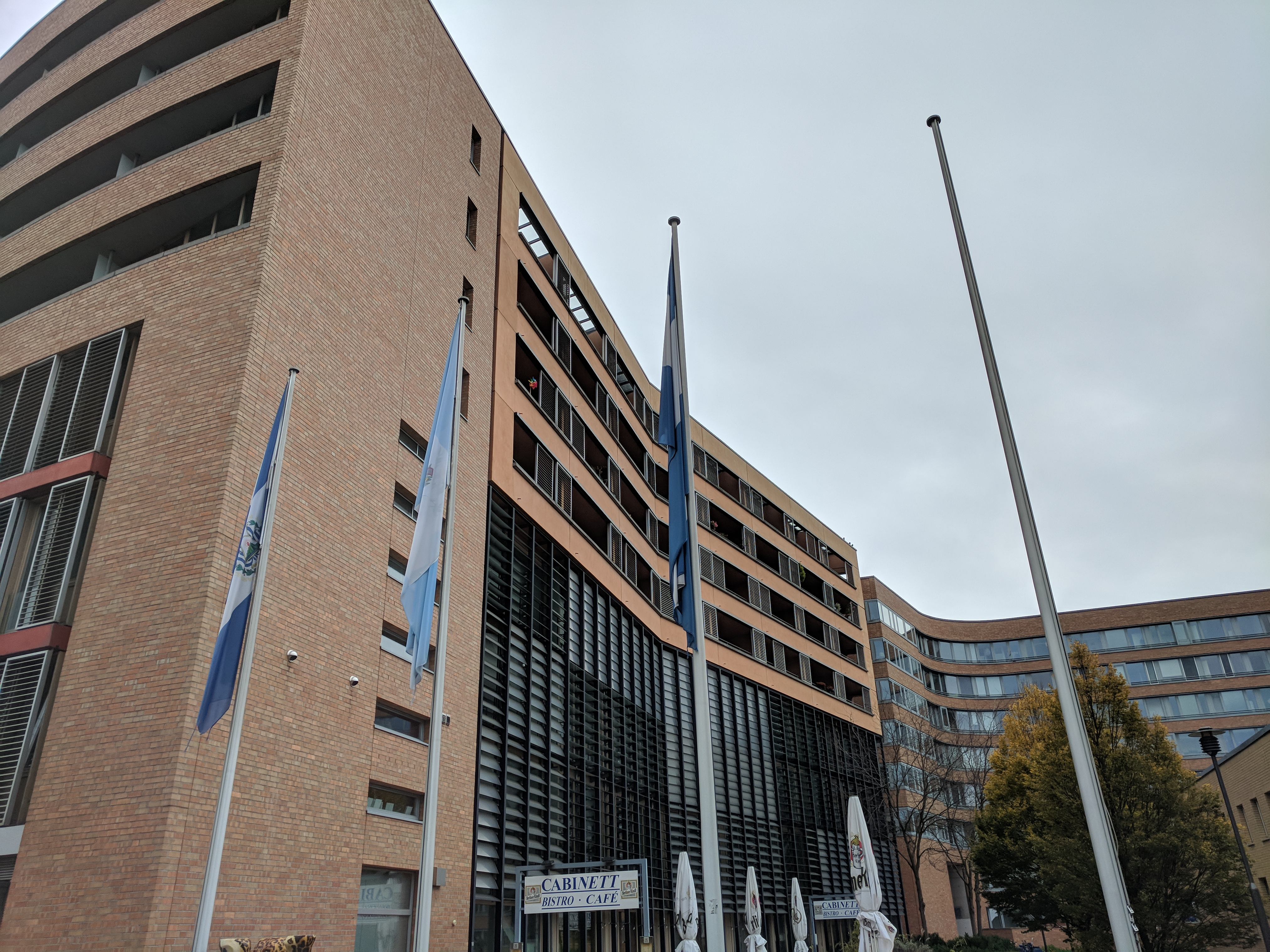
سفارت‌خانهٔ گواتمالا در برلین
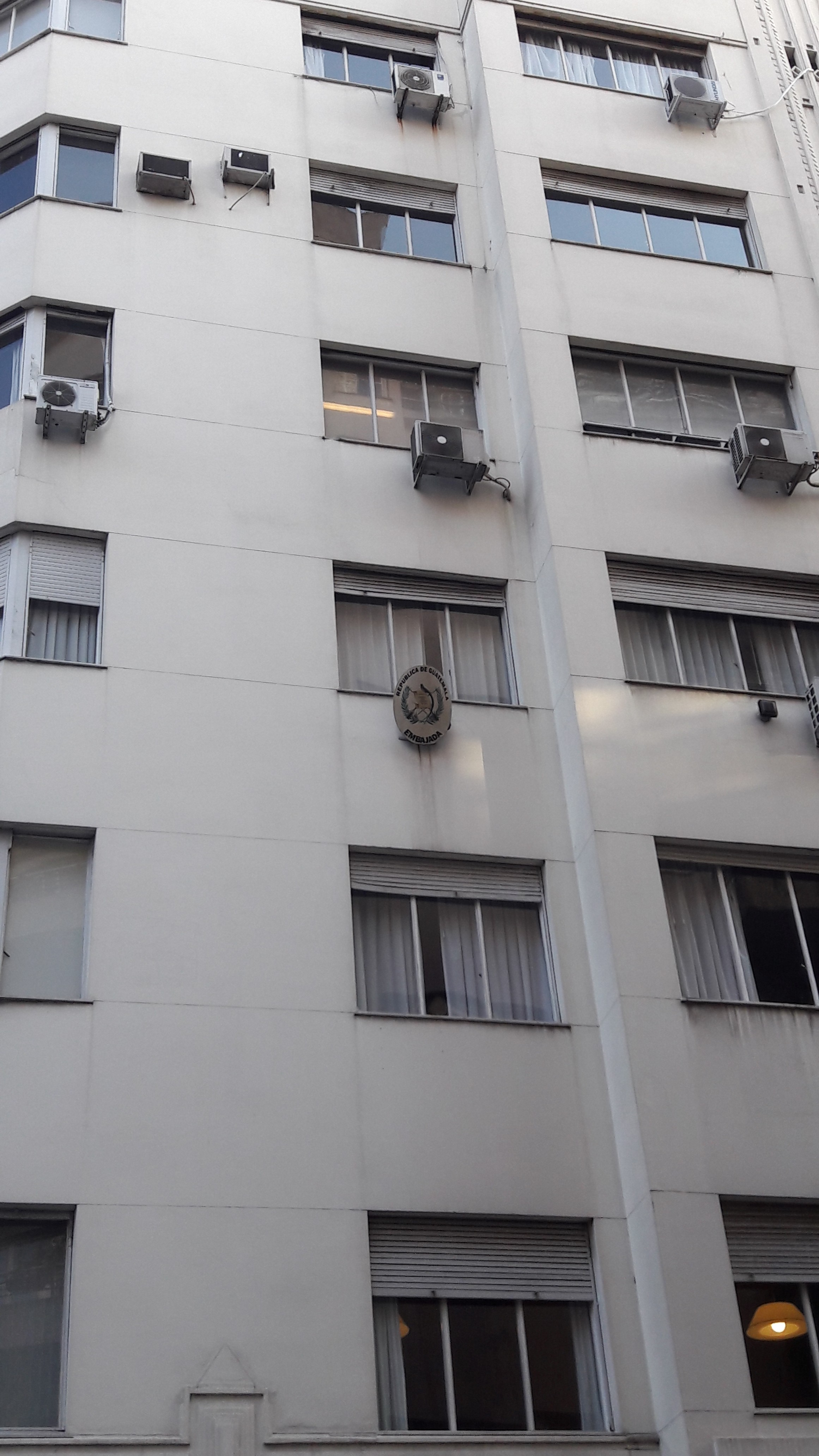
سفارت‌خانهٔ گواتمالا در بوئنوس آیرس
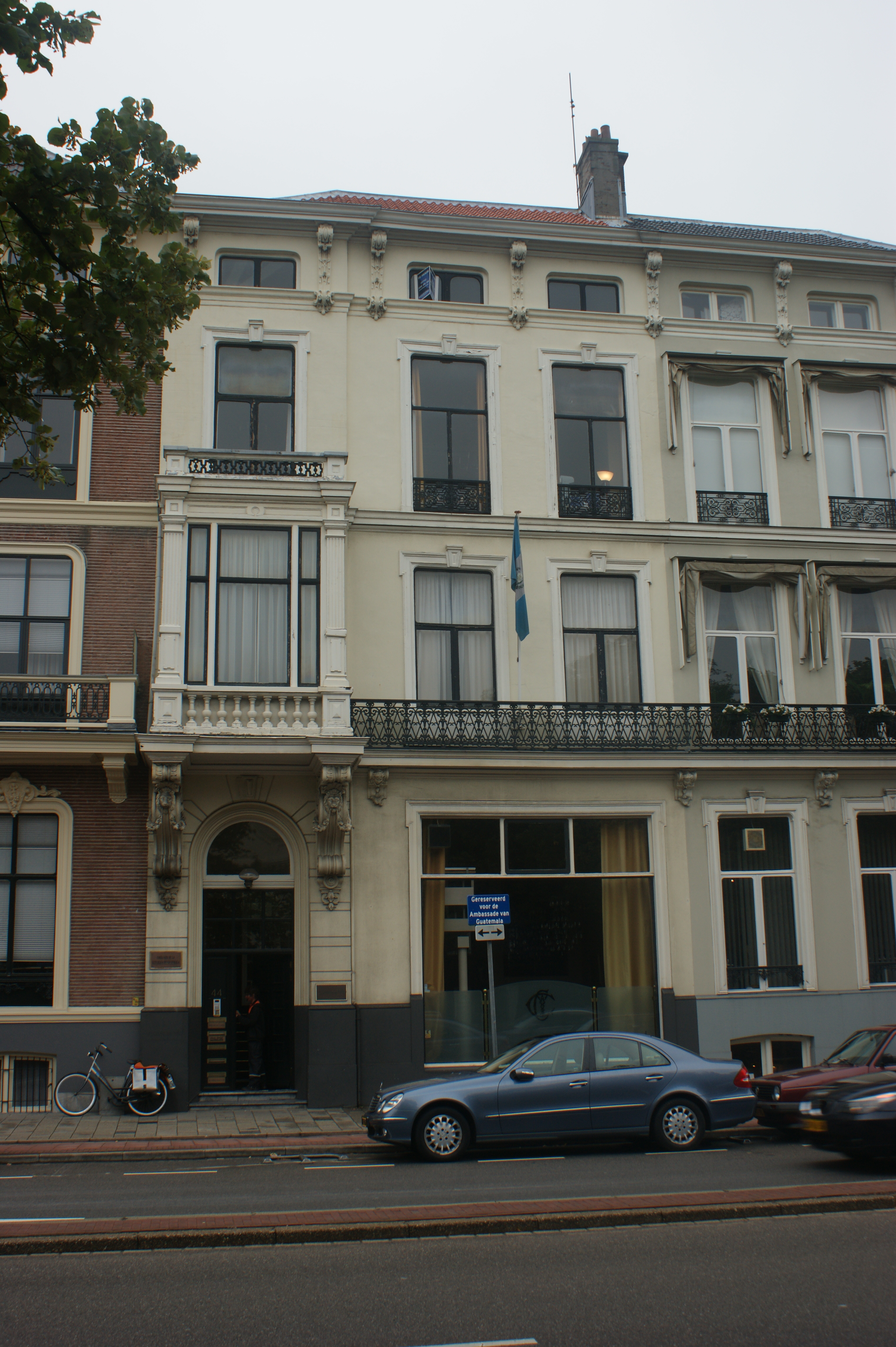
سفارت‌خانهٔ گواتمالا در لاهه
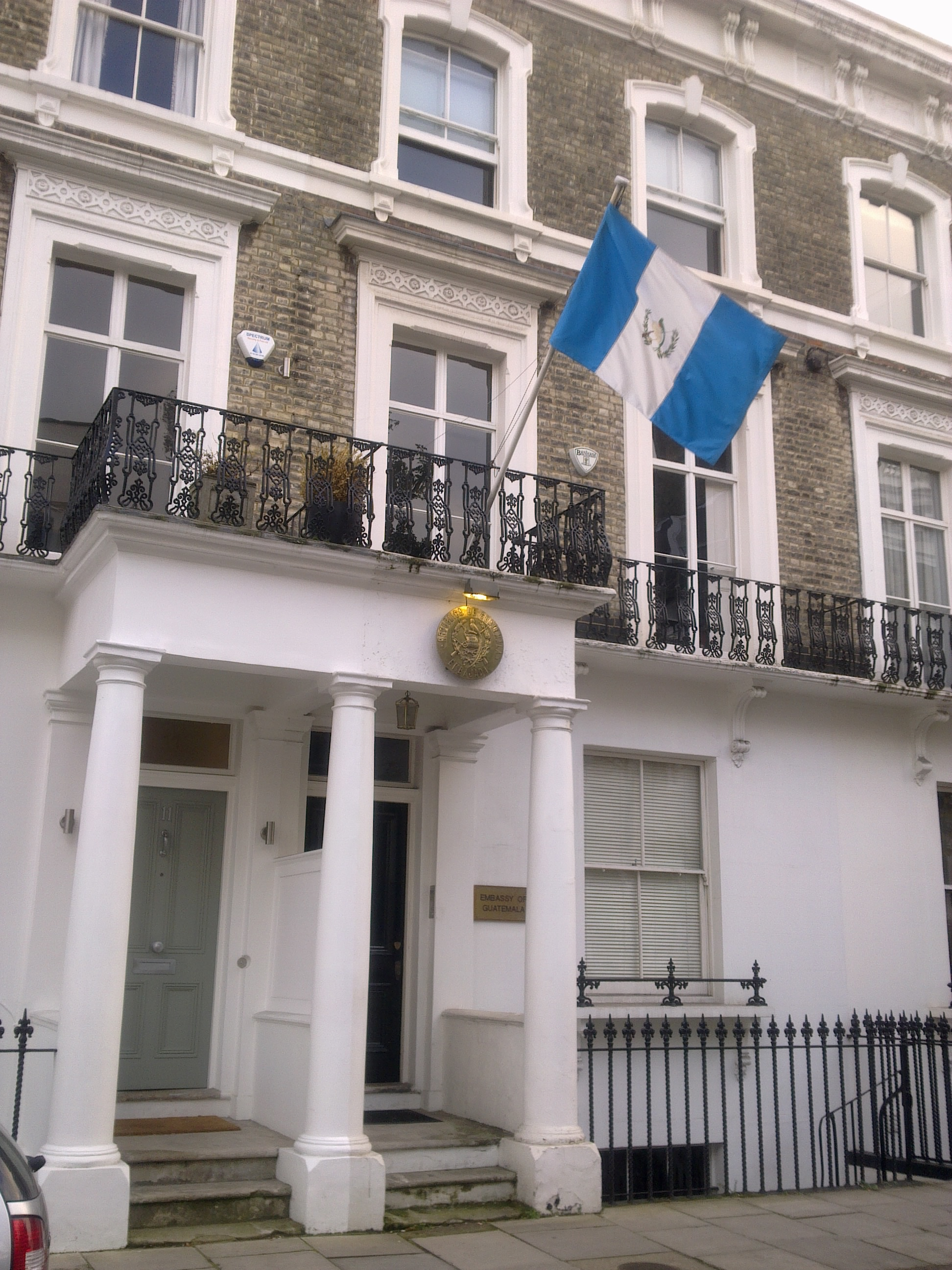
سفارت‌خانهٔ گواتمالا در لندن
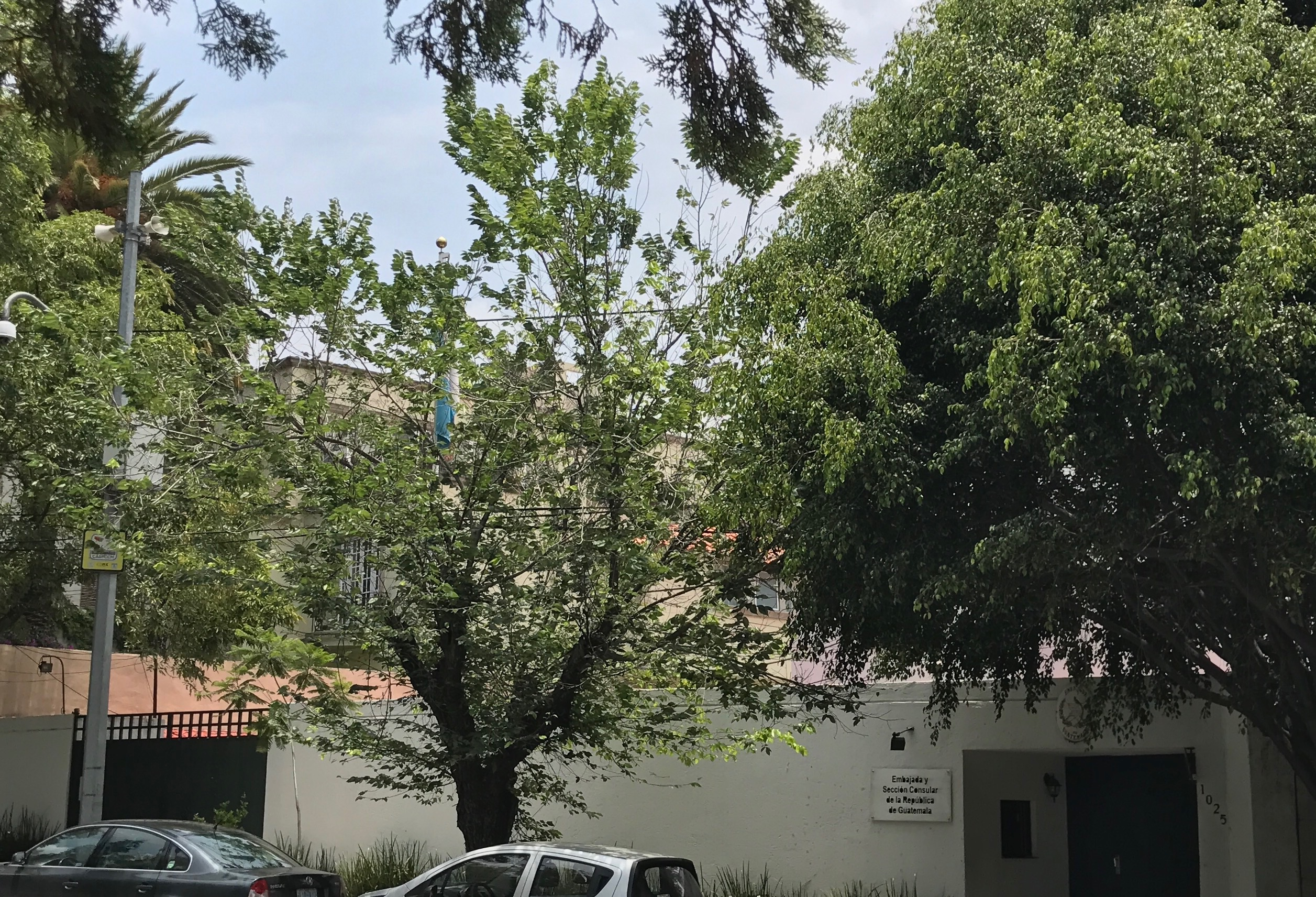
سفارت‌خانهٔ گواتمالا در مکزیکوسیتی
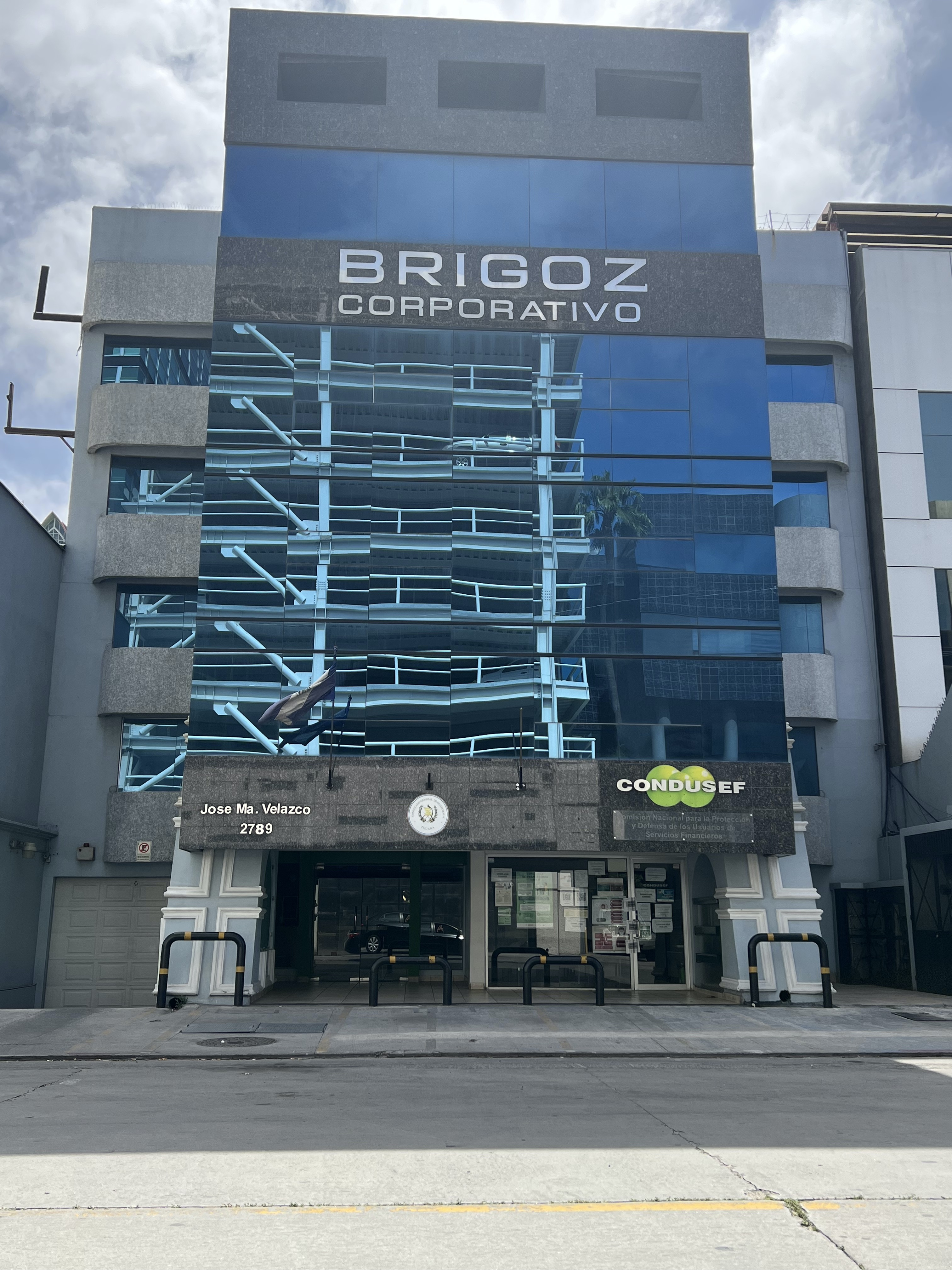
سرکنسول‌گری گواتمالا در تیخوانا
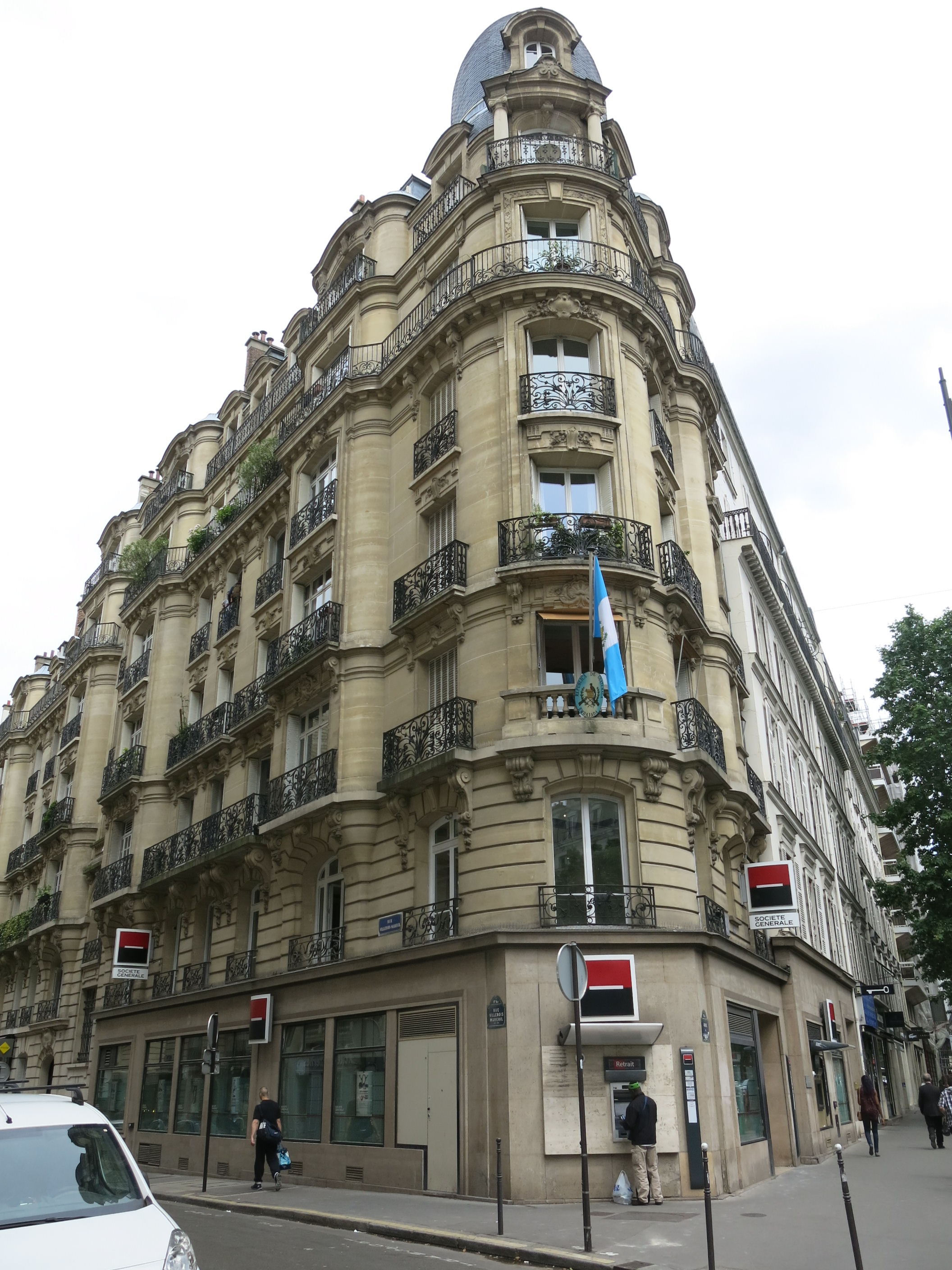
سفارت‌خانهٔ گواتمالا در پاریس
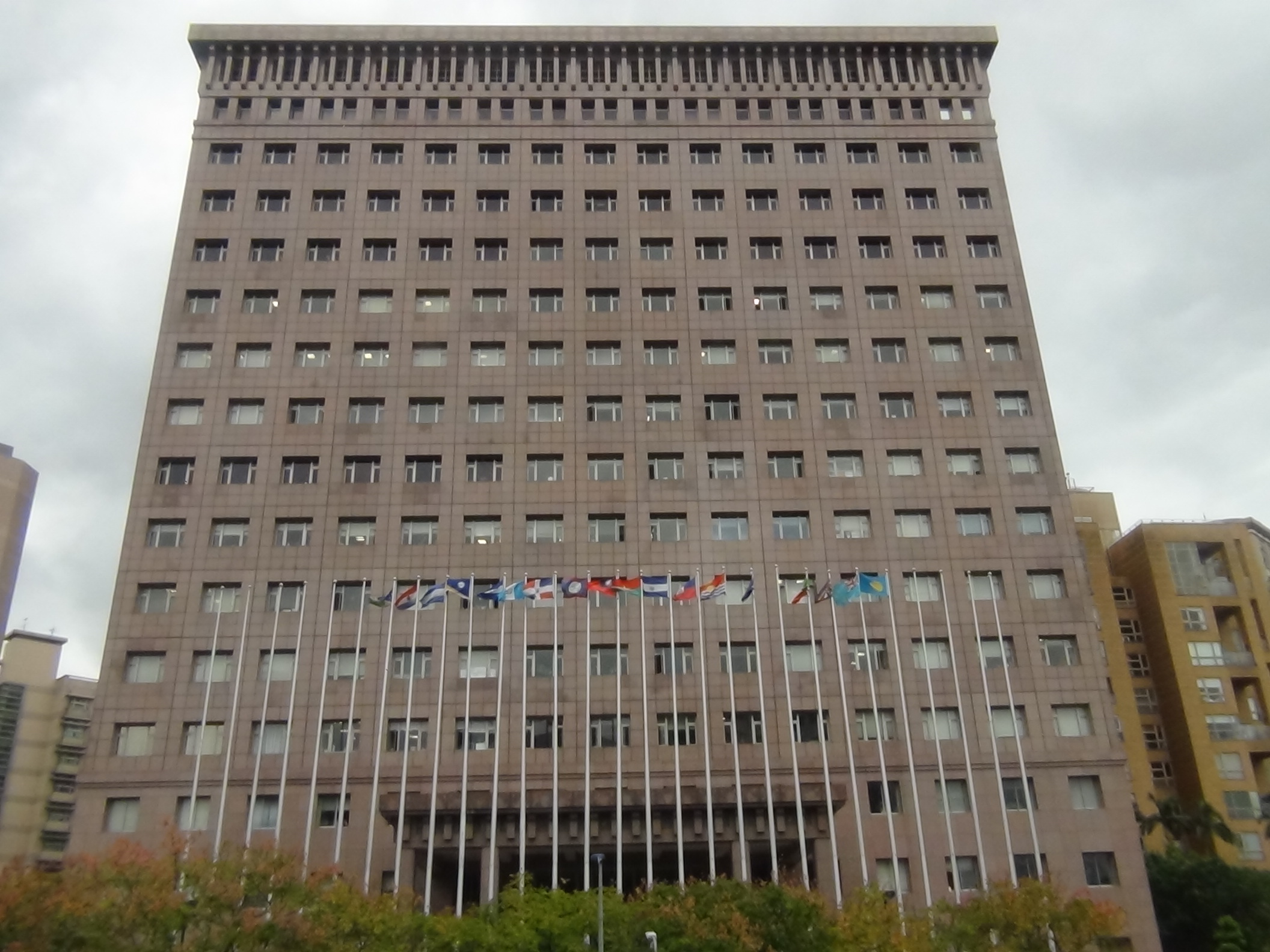
سفارت‌خانهٔ گواتمالا در تایپه
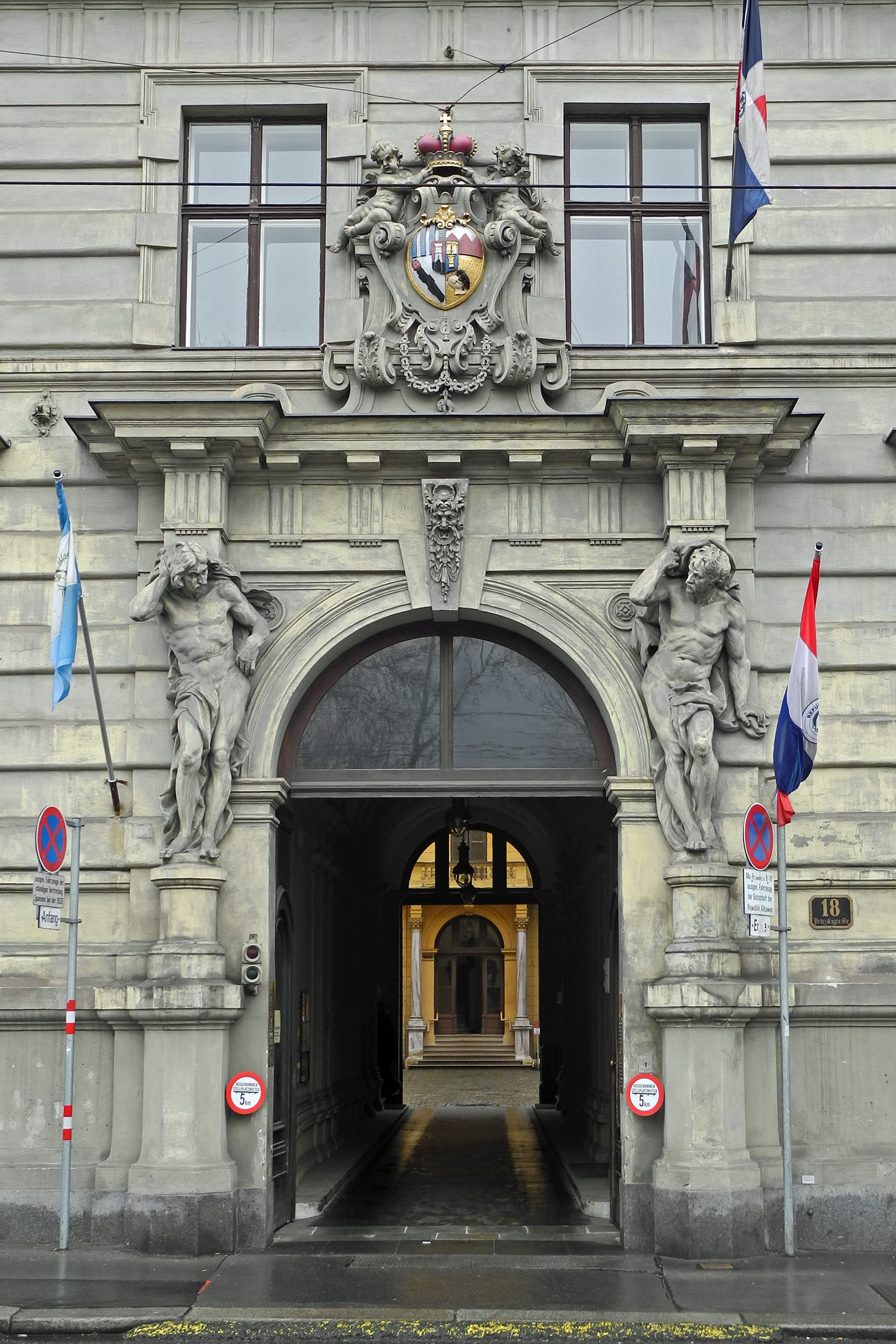
سفارت‌خانهٔ گواتمالا در وین
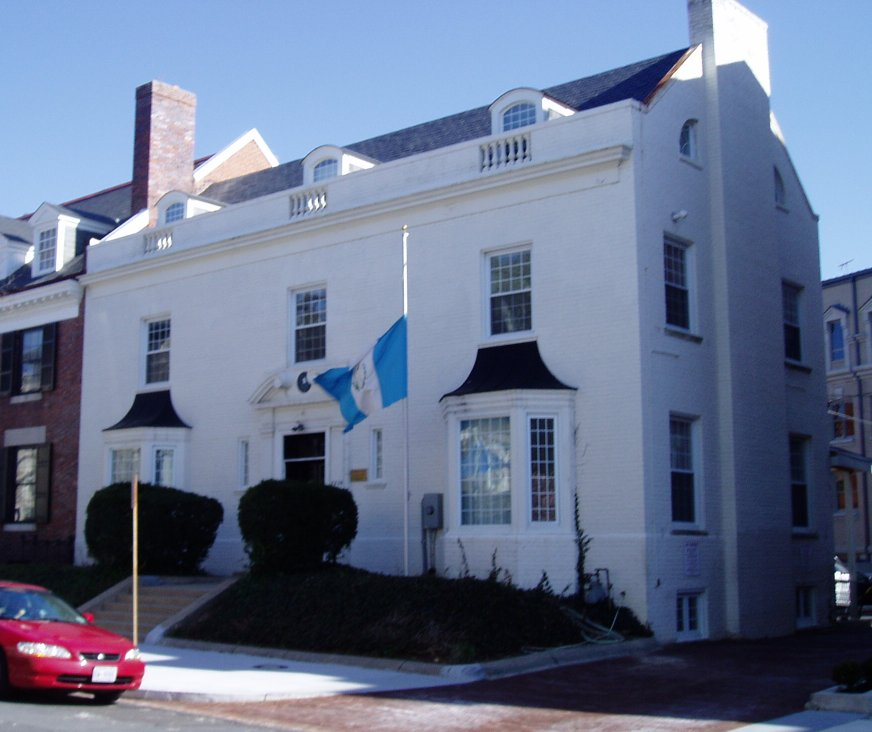
سفارت‌خانهٔ گواتمالا در واشینگتن، دی.سی.

## وابسته‌های تعطیل‌شده

### آمریکا
| کشور میزبان | شهر میزبان | وابسته | سال تعطیلی | ارجاع  |
| ----------- | ---------- | ------ | ---------- | ------ |
| پاراگوئه    | آسونسیون   | سفارت  | ۲۰۲۰       | [ ۳ ]  |
| ونزوئلا     | کاراکاس    | سفارت  | ۲۰۲۰       | [ ۳۴ ] |

### آسیا
| کشور میزبان       | شهر میزبان | وابسته     | سال تعطیلی | ارجاع  |
| ----------------- | ---------- | ---------- | ---------- | ------ |
| Republic of China | شانگهای    | سرکنسول‌گری | ۱۹۳۷       | [ ۳۵ ] |

### اروپا
| کشور میزبان | شهر میزبان  | وابسته | سال تعطیلی | ارجاع  |
| ----------- | ----------- | ------ | ---------- | ------ |
| نروژ        | اسلو        | سفارت  | ۲۰۱۶       | [ ۳۶ ] |
| سوئیس       | برن (سوئیس) | سفارت  | نامشخص     | [ ۳۷ ] |